# Rugby Championship

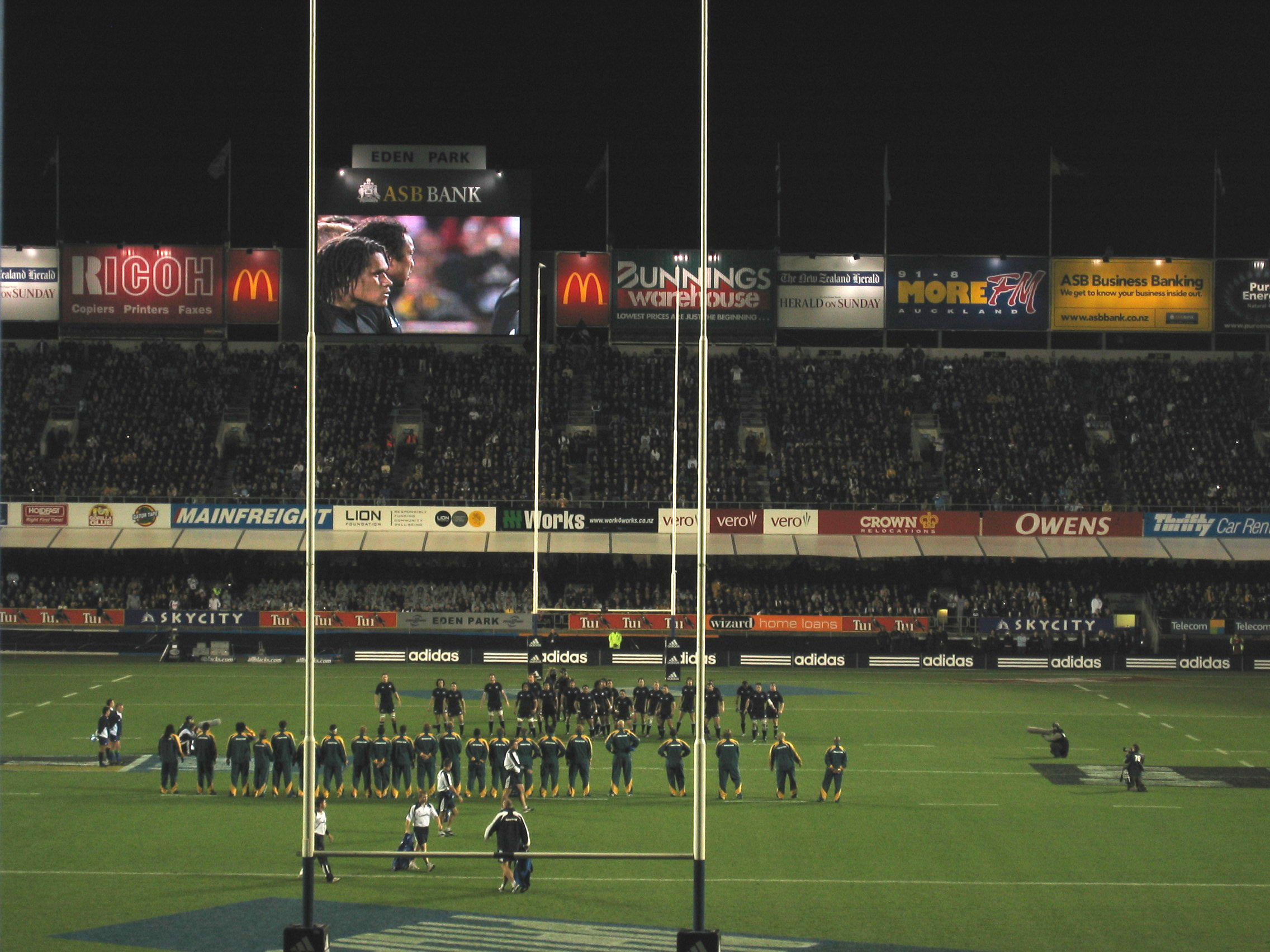
Noua Zeelandă vs Australia in 2005

The Rugby Championship (numită Turneul celor Trei Națiuni între 1996 și 2011) este o competiție de rugby disputată anual între echipele de rugby ale Africii de Sud, Noii Zeelande, Australiei și Argentinei. A început în 1996 și a fost dominată de Noua Zeelandă, care a câștigat nouă dintre primele 14 ediții. Între 1996 și 2011, la turneu au participat doar trei națiuni, Africa de Sud, Noua Zeelandă și Australia. Argentina a fost invitată să se alature în anul 2012.  

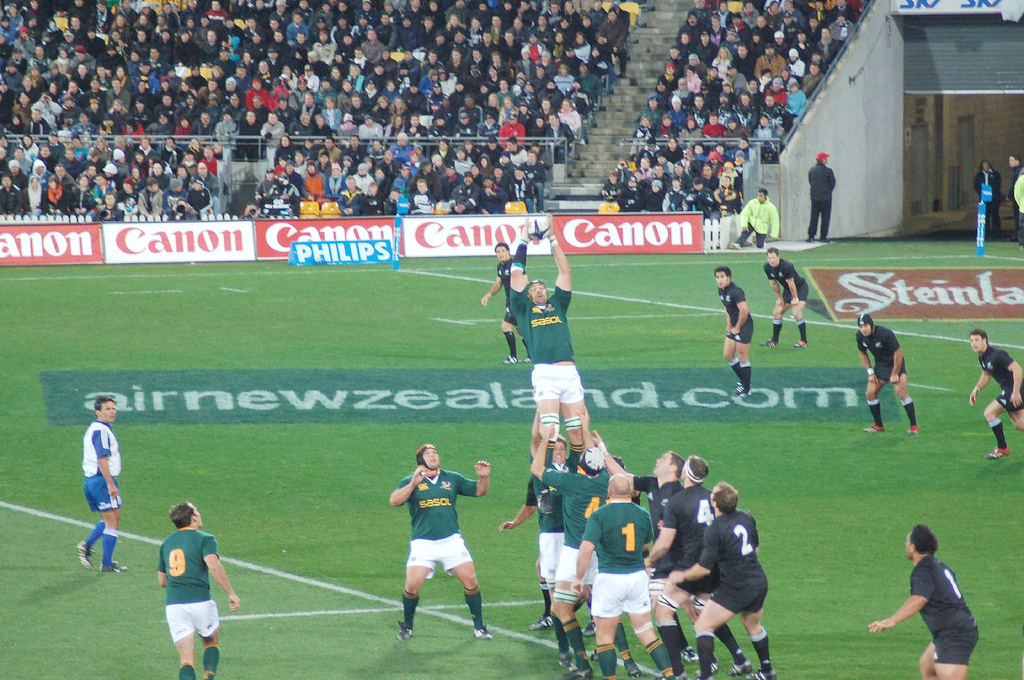
Africa de Sud vs Noua Zeelandă in 2006

## Istorie
Australia și Noua Zeelandă s-au întâlnit pentru prima dată în 1903. Africa de Sud a făcut un turneu în Noua Zeelandă în 1921 și a găzduit Australia în 1933. Până atunci, nu a existat nicio competiție oficială, spre deosebire de Home Nations (acum Turneul celor șase Națiuni) organizat în emisfera nordică. Ani de zile, națiunile din sud și-au dorit o competiție precum Turneul celor șase Națiuni. Cele trei națiuni se întâlnesc neregulat, cu excepția Australiei și Noii Zeelande, care se întâlnesc adesea pentru Cupa Bledisloe.
Nașterea Cupei Mondiale de Rugby în 1987 a fost un pas către Tri-Nations, chiar dacă Africa de Sud nu a putut participa până în 1995 din cauza apartheidului. Odată cu venirea profesionalismului, cele trei națiuni au co-fondat SANZAR care organizează Tri-nations și, de asemenea, Super Rugby la nivel de club și provincial.
În urma rezultatelor bune ale echipei Argentinei (inclusiv un loc al treilea la Cupa Mondială din 2007 și un sfert de finală la Cupa Mondială din 2011), selecționata argentiniană s-a alăturat acestei competiții în 2012. Competiția a fost apoi redenumită The Rugby Championship. La 29 septembrie 2012, All Blacks i-au învins pe argentinieni cu 54-15 în a cincea zi a Campionatului de Rugby 2012, înscriind șapte eseuri față de două ale Pumelor. Neozeelandezii nu au mai putut fi ajunși în fruntea clasamentului și, prin urmare, au câștigat prima ediție a Campionatului de Rugby înainte de ultima etapă a competiției.
În 2016, Argentina s-a alăturat definitiv competiției și SANZAR care a devenit apoi SANZAAR.

## Palmares

### 1996-2011: Turneul celor Trei Națiuni
| Ediție | An   | Număr de meciuri | Campioană     | Loc 2         | Loc 3         |
| ------ | ---- | ---------------- | ------------- | ------------- | ------------- |
| 1      | 1996 | 6                | Noua Zeelandă | Africa de Sud | Australia     |
| 2      | 1997 | 6                | Noua Zeelandă | Africa de Sud | Australia     |
| 3      | 1998 | 6                | Africa de Sud | Australia     | Noua Zeelandă |
| 4      | 1999 | 6                | Noua Zeelandă | Australia     | Africa de Sud |
| 5      | 2000 | 6                | Australia     | Noua Zeelandă | Africa de Sud |
| 6      | 2001 | 6                | Australia     | Noua Zeelandă | Africa de Sud |
| 7      | 2002 | 6                | Noua Zeelandă | Australia     | Africa de Sud |
| 8      | 2003 | 6                | Noua Zeelandă | Australia     | Africa de Sud |
| 9      | 2004 | 6                | Africa de Sud | Australia     | Noua Zeelandă |
| 10     | 2005 | 6                | Noua Zeelandă | Africa de Sud | Australia     |
| 11     | 2006 | 9                | Noua Zeelandă | Australia     | Africa de Sud |
| 12     | 2007 | 6                | Noua Zeelandă | Australia     | Africa de Sud |
| 13     | 2008 | 9                | Noua Zeelandă | Australia     | Africa de Sud |
| 14     | 2009 | 9                | Africa de Sud | Noua Zeelandă | Australia     |
| 15     | 2010 | 9                | Noua Zeelandă | Australia     | Africa de Sud |
| 16     | 2011 | 6                | Australia     | Noua Zeelandă | Africa de Sud |

### Din 2012: The Rugby Championship
| Ediție | An   | Număr de meciuri | Campioană     | Locul 2       | Locul 3       | Locul 4       |
| ------ | ---- | ---------------- | ------------- | ------------- | ------------- | ------------- |
| 17     | 2012 | 12               | Noua Zeelandă | Australia     | Africa de Sud | Argentina     |
| 18     | 2013 | 12               | Noua Zeelandă | Africa de Sud | Australia     | Argentina     |
| 19     | 2014 | 12               | Noua Zeelandă | Africa de Sud | Australia     | Argentina     |
| 20     | 2015 | 06               | Australia     | Noua Zeelandă | Argentina     | Africa de Sud |
| 21     | 2016 | 12               | Noua Zeelandă | Australia     | Africa de Sud | Argentina     |
| 22     | 2017 | 12               | Noua Zeelandă | Australia     | Africa de Sud | Argentina     |
| 23     | 2018 | 12               | Noua Zeelandă | Africa de Sud | Australia     | Argentina     |
| 24     | 2019 | 06               | Africa de Sud | Australia     | Noua Zeelandă | Argentina     |
| 25     | 2020 | 06               | Noua Zeelandă | Argentina     | Australia     | —             |
| 26     | 2021 | 12               | Noua Zeelandă | Australia     | Africa de Sud | Argentina     |
| 27     | 2022 | 12               | Noua Zeelandă | Africa de Sud | Australia     | Argentina     |
| 28     | 2023 | 06               | Noua Zeelandă | Africa de Sud | Argentina     | Australia     |
| 29     | 2024 | 12               | Africa de Sud | Noua Zeelandă | Argentina     | Australia     |